# Туричка черква
Туричка черква или Туричка църква е местност, разположена над Попина лъка, по пътя за хижа „Беговица“. Преди в местността е имало църква, построена от власи, от която няма останки. От местността се стига до Солището, откъдето се разкрива гледка към околните върхове, както и към Вихрен и Синаница. Има съвременен параклис, посветен на света Петка. В местността е изграден изравнител с обем 46 хиляди m³ и залята площ 0,9 ha, който е част от каскада „Санданска Бистрица“.